# Station Wilczkowice
Station Wilczkowice is een spoorwegstation in de Poolse plaats Wilczkowice.